# Tesserodon howdeni
Tesserodon howdeni là một loài bọ cánh cứng trong họ Bọ hung (Scarabaeidae).